# 분출물 담요

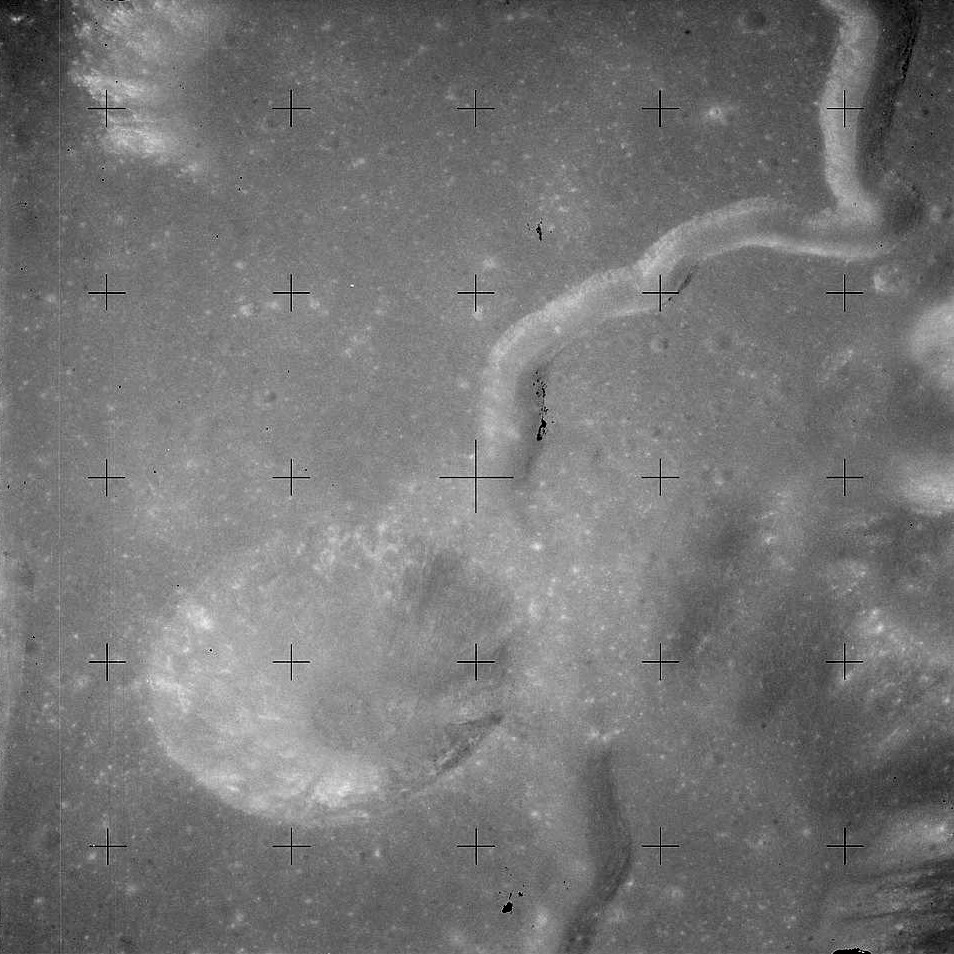
해들리 열구의 해들리 충돌구를 채운 분출물 담요.

분출물 담요(ejecta blanket)는 충돌구를 둘러싼 대칭적인 모양의 분출물 지형이다. 이 담요의 중심 부분은 두껍게 쌓여 있으며, 먼 부분으로 갈수록 불규칙하게 얇아진다.

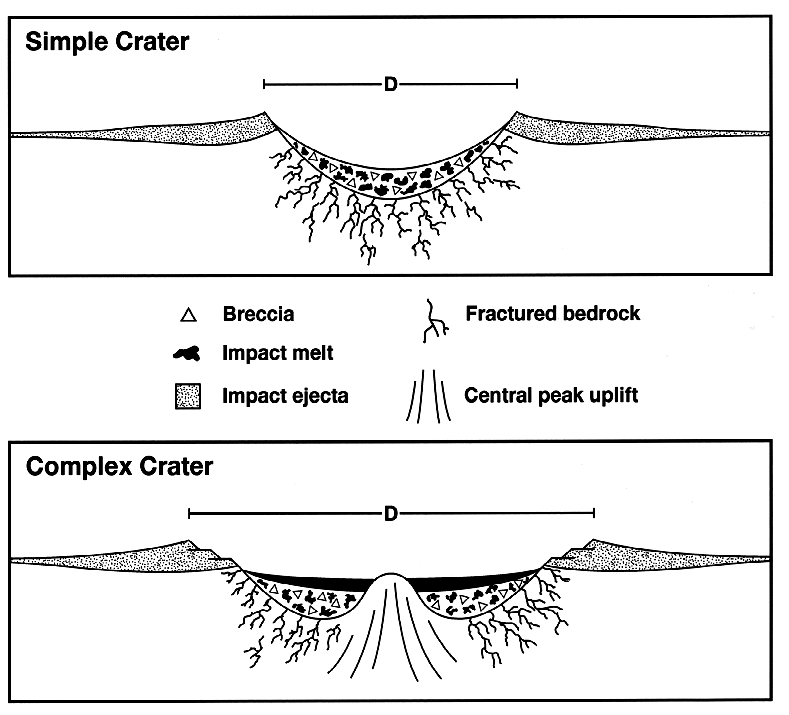
주변의 분출물을 보여주는 충돌구의 구조 그림

충돌 사건 이후 떨어지는 파편이 분화구 주변에서 분출물 담요를 형성한다. 대략 분출물의 절반 부피가 테두리의 분화구 반경 1~2배 거리 내로 쏟아진다. 분출물 담요는 거리가 멀어질수록 점점 얇고 불연속적으로 변한다. 파편의 90% 이상은 분화구 중심 반경의 5배 거리 내에 위치해 있다. 이 지역 내의 분출물은 중심부 분출물(proximal ejecta)이라고 말한다. 5배 거리보다 멀리 떨어진 분출물의 불연속적인 파편을 말단 분출물(distal ejecta)이라고 말한다.

## 같이 보기
- 충돌구
- 달분화구 목록